# يهودا لايب مايمون
يهودا لايب ميمون (11 ديسمبر 1875 - 10 يوليو 1962، المعروف أيضًا باسم يهودا ليب هاكوهين ميمون) كان حاخامًا إسرائيليًا وسياسيًا وزعيمًا للحركة الصهيونية الدينية. وهو أول وزير للخدمات الدينية في إسرائيل.

## حياته
ولد عام 1875 في ماركولشتي، بسارابيا (حينئذ جزء من الإمبراطورية الروسية، اليوم في مولدوفا). كان أحد مؤسسي حركة مزراحي الصهيونية في عام 1902، وفي تلك الفترة انتقل مايمون إلى الإمبراطورية الروسية، حيث اعتقل عدة مرات لنشاطه الصهيوني.
كما كان مندوب إلى المؤتمر الصهيوني التاسع في عام 1909، وحضر كل واحد حتى قيام إسرائيل عام 1948. في عام 1913، انتقل مايمون إلى فلسطين (التي كانت جزءا من الإمبراطورية العثمانية)، ولكن طرد منها خلال الحرب العالمية الأولى. ثم انتقل إلى الولايات المتحدة، حيث نظم حركة مزراحي.
بعد عودته إلى فلسطين (الآن تحت السيطرة البريطانية) في عام 1919، أصبح مايمون زعيم مزراحي في البلاد، وتساعد هو وإبراهيم إسحاق كوك على تأسيس الحاخامية الكبرى. انتخب إلى مجلس إدارة الوكالة اليهودية في عام 1935، ولكن سجن من قبل البريطانيين في اللطرون سنة 1946.

## روابط خارجية
- ملفه على موقع الكنيست